# Vinzenz Schwab
Vinzenz Schwab (* 1981 in Heiligenkreuz am Waasen)
ist ein österreichischer elektroakustischer Komponist, Sound Designer und Live-Elektroniker.

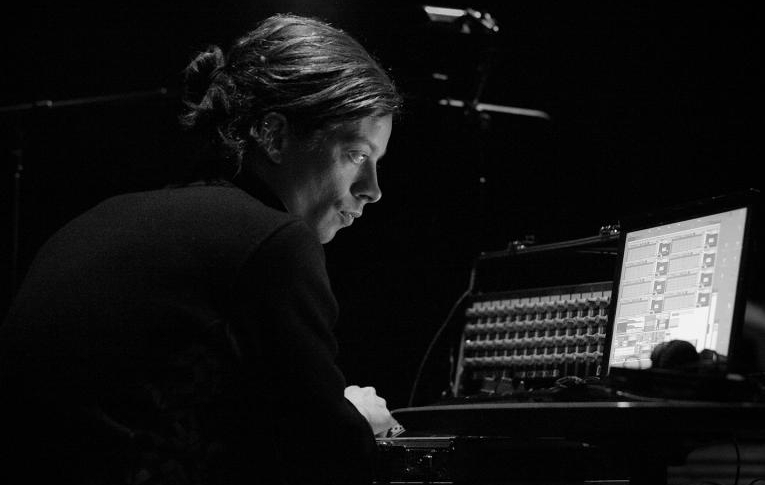
Konzert Velakgala

## Werdegang
Vinzenz Schwab ist der Sohn von Ingeborg Orthofer und Werner Schwab. Er absolvierte den Lehrgang für elektroakustische und experimentelle Musik an der Universität für Musik und darstellende Kunst Wien.
Schwab beschäftigt sich mit konkretem Klangmaterial und dessen Transformationsmöglichkeiten im Hinblick auf algorithmische Kompositionen für Multikanal-Aufführungen sowie Improvisation in unterschiedlichen Formationen (u. a. mit Daniel Lercher, FM Einheit, N. U. Unruh, Limpe Fuchs oder Ingrid Schmoliner). 2015 wurde die Komposition técnicas recuperadas (für 14 Lautsprecher) in den Kasematten Graz uraufgeführt. Dort arbeitet er mit der von Günther Rabl entwickelten Kompositionssoftware VASP und AMP unter Einbeziehung mikrotonaler Skalen, wie der Lucy-Harrison-Skala. Für gemeinsame Konzerte bauten die Musikerin Limpe Fuchs und er eigene Metallophone in dieser Skala. Auch Skalen einer vorgeschichtlichen Knochenflöte finden Verwendung in einigen seiner algorithmischen Kompositionen.
Unter anderem schuf Schwab die Musik für die Dokumentarfilme Emergency Turned Upside Down (2016), Carbon and Captivity (2020) von Oliver Ressler und Eine eiserne Kassette (2018) von Nils Olger. 2021 erhielt er den Diagonale-Preis für das beste Sounddesign für den Spielfilm Another Coin for the Merry-Go-Round.

## Alben (Auswahl)
- Cave (Canto Crudo, 2013, mit Günther Rabl, Daniel Lercher, Richard Bruzek)[9]
- Dings #1 (Canto Crudo, 2014)[10]
- Decrecimiento Exponencial (mappa 2016, Duo mit Daniel Lercher)
- Mäander 2 (Canto Crudo, 2017)
- She took a bucket full of muck, mud and ashes (Small Forms, 2020; EP)

## Festivals (Auswahl)
- Polyfokt (Oslo 2013)
- Musikprotokoll (Graz 2013 & 2015)
- Festival Noiseso (Buenos Aires 2015)
- Realdeal-Festival (Wien 2016)
- New Adits Festival (Klagenfurt 2017)
- Festival Microclima (Buenos Aires 2018)
- Fourier Festival (Wien 2018)
- Insideout Festival (2020 & 2021)

## Filmographie (Auswahl)
- 2013 Roque Dalton. ¡Fusilemos la noche! (Komposition; Regie: Tina Leisch)
- 2016 Emergency Turned Upside-Down (Komposition, Sounddesign; Regie: Oliver Ressler)
- 2018 Phaidros (Sounddesign; Regie: Mara Mattuschka)
- 2018 Eine eiserne Kassette (Komposition; Regie: Nils Olger)
- 2020 Carbon and Captivity (Komposition, Sounddesign; Regie: Oliver Ressler)
- 2021 Another Coin for the Merry-Go-Round (Sounddesign, Tonmischung; Regie: Hannes Starz)